# Partido Comunista Ecuatoriano
El Partido Comunista Ecuatoriano (PCE) es un partido político ecuatoriano, de izquierda, que nace en 2012, como respuesta del sector revolucionario ecuatoriano sobre la línea política al interior del Partido Comunista del Ecuador.

## Historia
A partir del año 2012 miembros de la "Juventud Comunista del Ecuador" fortalecieron el trabajo político y organizativo en el seno de organizaciones populares y estudiantiles del país, a la vez que construyeron relaciones políticas con otros sectores de izquierda y progresistas. Debido a la falta de coherencia de la línea táctica de los dirigentes del Partido Comunista del Ecuador, la que era entendida como caduca frente a los retos de aquel momento, lo que generó un fraccionamiento de las estructuras partidarias, agudizado por dirigentes del Partido interesados en frenar el avance político de la JCE.
Sin procedimiento legítimo, en forma desaforada y sin ejercicio de la defensa del grupo de militantes considerados "divisionistas", fueron expulsados cuadros dirigenciales que, aunque exigían al Partido mayor consecuencia política e ideológica, mantuvieron la unidad orgánica. Entre esos militantes estuvieron Paúl Almeida, Diego Vintimilla y José Molina. La juventud llamó en el 2013 al VIII Congreso de la JCE, espacio que fue rechazado por una parte de la dirigencia del Partido Comunista del Ecuador. En dicho Congreso sesionó la comisión de reorganización del PCE, conformada por antiguos militantes del PCE y delegados de la Juventud Comunista, situación que también fue rechazado por el viejo partido.
A partir de ese momento empieza la reorganización de la Juventud y del nuevo Partido Comunista Ecuatoriano. Uno de los puntales para su sostenimiento fue la victoria que se obtuvo en la campaña de Diego Vintimilla, quien pasó a ser el asambleísta más joven del período, destacado por su línea crítica dentro del parlamento y hacia el gobierno nacional.
Con un legislador en la Asamblea Nacional, el joven partido político, tuvo la capacidad de sostener una línea de independencia relativa, que lo llegó con éxito a su 1er congreso, en mayo del 2015, durante el cual se culminó el proceso de fundación del nuevo partido bajo el nombre de Partido Comunista Ecuatoriano.
Desde el inicio, la estructura supo disputar temas clave y tener un acuerdo político con el gobierno de Rafael Correa, manteniendo una postura crítica, y que al inicio del nuevo gobierno de Alianza País ratificó su apoyo con el mismo carácter crítico. La situación poco a poco fue cambiando con el gobierno de Moreno, al no verse concretados los componentes programáticos que sirvieron de base a la compaña electoral y al ir convirtiéndose en un gobierno de corte neoliberal que sistemáticamente fue aislando y separando los elementos de izquierda que mantenía entre varias de las autoridades de Estado e irlos reemplazando con representantes de sectores de poder económico del país, hasta llegar definitivamente el rompimiento en agosto de 2018, asumiendo una frontal línea de oposición, expresada en sus pronunciamientos públicos.  A partir de esa fecha, la organización ha transitado a la consigna de Unidad, organización y lucha, asumiendo la línea de resistencia y construcción del Poder Popular. 
Luego de sufrir ataques internos y externos, la organización se replegó, asumiendo una estructura menos pública, depurando sus filas, reforzando su posición ideológica y asumiendo los errores tácticos cometidos durante y después de la "revolución ciudadana".  
El PCE formó parte de las 14 organizaciones que conformaron el Frente UNIDOS, el cual presidieron en su última etapa; y que, sin embargo, sufrió un aislamiento político en el gobierno de Rafael Correa y se desarticuló en los primeros 6 meses del gobierno de Lenín Moreno.
La claridad en el análisis de la realidad nacional ha distinguido al Partido Comunista Ecuatoriano a través de sus pronunciamientos públicos, de su programa (que incluso ha sido tomado por nuevas organizaciones políticas identificadas con posturas de tipo guevarista); por lo que su influencia en el pensamiento político nacional y sus propuestas frente a la crisis sistémica del capitalismo en Ecuador, lo mantienen como un referente necesario en las luchas populares y proletarias nacionales.

## Situación actual
Al inicio de la ruptura, la dirigencia del Partido Comunista del Ecuador, habló de una supuesta actitud agenciosa una actitud positiva y que piensa por el pueblo, El nuevo Partido, ha aclarado en varios textos y mediante pronunciamientos los problemas de índoles político y programático que llevaron a la ruptura.  El nuevo PCE, se ha mostrado abierto a un congreso unitario de los comunistas ecuatorianos.
La caótica situación nacional generada por las contradicciones inherentes al capitalismo, agudizadas por el gobierno neoliberal de Moreno y profundizada por la crisis sanitaria mundial, han impulsado al PCE a un nuevo proceso de fortalecimiento ideológico y orgánico, convocando a un proceso de afiliación no electoral, asumiendo como consigna la organización para la unidad.  Su llamado a la confluencia de organizaciones políticas y sociales identificadas con la izquierda, se basa en la unidad programática, para hacer frente a las fuerzas de la derecha ecuatoriana.

## Organización Juvenil
Las Juventudes Comunistas Ec JJCC, es la organización de los jóvenes comunistas que militamos en el Partido Comunista Ecuatoriano y rescata la historia de la Federación Juvenil Comunista creada el 27 de Agosto de 1929 hasta los históricos VII y VIII Congresos de la Juventud Comunista del Ecuador que en el 2013 y 2015 respectivamente resolvieron e impulsaron la reorganización del Partido Comunista bajo la denominación de Partido Comunista Ecuatoriano; es una organización política juvenil que se orienta en los principios del Socialismo Científico, del Marxismo Leninismo y en la línea ideológica y política, programa y estrategias del PC Ecuatoriano..
Las Juventudes Comunistas Ec, es una organización de vanguardia de las grandes masas juveniles cuyos intereses y derechos defiende sin vacilar. Luchamos por unificar a las grandes mayorías juveniles procedentes de las diversas realidades de clase y construir el poder popular, mediante la unidad del pueblo y la alianza de las fuerzas sociales y populares.
Las Juventudes Comunistas Ec, se identifica con las aptitudes artísticas, deportivas, científicas y culturales de los y las jóvenes. Lucha por el desarrollo y fomento de la vida artística y deportiva, la difusión y defensa de la cultura popular para que los jóvenes tengan acceso a estas manifestaciones, al igual que por los derechos al trabajo, educación, salud, recreación, igualdad, equidad y vivienda. En general por mejorar las condiciones de vida y bienestar social.
Los jóvenes comunistas proclamamos nuestra fidelidad al proyecto histórico de la clase obrera y al pueblo, el amor al trabajo y al estudio, al compañerismo, la amistad, la solidaridad y el internacionalismo.
Proclamamos el desprecio y repudio toda de forma de colonización e imperialismo, a la explotación e injusticia social y a sus consecuencias: el egoísmo, el individualismo, etc.
Las Juventudes Comunistas Ec, es una organización de cuadros y combate, es una escuela de cuadros y sus militantes inciden en la vida pública, orientan el trabajo de las masas y organizan los sectores sociales por el poder popular.
Nos inspiramos en los constructores del Partido: Ricardo Paredes, Pedro Saad, Dolores Cacuango, Enrique Gil Gilbert, Nela Martínez, Luisa Gómez de la Torre, Tránsito Amaguaña; recogemos la herencia de lucha de nuestros
antepasados: Rumiñahui, Espejo, Daquilema, Sucre, Montalvo y Alfaro.
Las Juventudes Comunistas Ec, es activa defensora de la justicia social. Es enemiga declarada de e inconciliable con el capitalismo, el patriarcado, colonialismo, imperialismo, el neocolonialismo, el fascismo, el hispanismo, el racismo, el sionismo, y cualquier otra forma de dominación y opresión nacional de clase, género, raza, etc.
Las Juventudes Comunistas Ec, apoya a los movimientos de liberación nacional, respaldando el proyecto histórico de la clase obrera y a todos los movimientos democráticos y revolucionarios de los pueblos.
Las Juventudes Comunistas Ec, reconoce a la Federación Mundial de la Juventud Democrática como el espacio internacional de lucha antimperialista y de solidaridad y participa de los espacios internacionales, antimperialistas por la paz, justicia social y la amistad entre los pueblos.